# Re qing zhong xia
Re qing zhong xia (caratteri cinesi: 热情仲夏; titolo internazionale Summer X Summer) è una serie televisiva taiwanese andata in onda dall'11 marzo 2007 al 27 maggio 2007. Gli attori protagonisti erano Joe Cheng, Cai Yi Zhen e Ruan Jing Tian.

## Trama
Dopo aver scelto una parrucchiera solo un dollaro più economica di un'altra, a Xia Ya iniziano ad accadere diversi fatti sfortunati. Uno scippatore le ruba la borsetta nella quale aveva tutti i suoi soldi, e non le rimane un centesimo neanche per chiamare i suoi genitori e chiedere aiuto. Tuttavia, quando le sembra che tutte le sue speranze siano perse, compare un uomo vestito da angelo che le dona il dollaro di cui lei ha sempre bisogno nella vita. La ragazza si innamora immediatamente dell'angelo.
Il giorno seguente, a scuola, Xia Ya fa amicizia con un nuovo studente di nome Ouyang Yu Yan. Quando la ragazza lo vede parlare con l'angelo che l'aveva salvata il giorno prima, viene a sapere che egli altri non è che suo fratello, Ouyang Lei. Lei è un modello, e il giorno prima era vestito da angelo perché stava facendo un servizio fotografico.
Essendo il membro più giovane della famiglia, oltre che un modello famoso, Lei è molto viziato e tutti gli lasciano fare quello che vuole. Tuttavia, una volta Xia Ya lo sgrida perché lui non degna neanche di uno sguardo tutte le lettere d'amore che riceve, e in quel momento Lei inizia a sviluppare un interesse per la ragazza.
A causa del fatto che Xia Ya è sempre volenterosa di aiutare gli altri incondizionatamente, Lei scopre di avere verso di lei dei sentimenti sempre più forti.

## Cast principale
- Joe Cheng: Ouyang Lei 歐陽累
- Cai Yi Zhen: Xia Ya 夏芽
- Ethan Ruan: Zhou Qiao Shan 周喬杉
- Zhang Yu Chen: Ouyang Yu Yan 歐陽語嫣
- Zhang Rong Rong (張榕容): Tina 蒂娜
- Huang Hong Sheng: Chen Lang Zhu 陳朗竹
- Danson Tang: Tian Guang Zhen 田光楨
- Shin: Sean
- Scott: Kali 凱力
- Deng Jiu Yun (鄧九雲): Mao Xiang Ling 毛翔齡
- Chen Wei Min (陳為民): Jiang An Nu 江安奴
- Li Li Ren (李李仁): Gui Long Shi 桂龍士
- Guo Ching Chun: Ouyang's mother 歐陽媽
- Xia Jin Ting (夏靖庭): Xia's father 夏爸
- Chen You Fang (陳幼芳): Xia's mother 夏媽
- Hu Huan Wei (胡桓瑋): Xia Jie 夏桔
- Ceng Zi Jian (曾子鑑): Da Pang 大胖
- Wu Zhen Ya (吳震雅): Xiao Pang 小胖
- Cai Ming Xun (蔡明勳): Juan Mao 捲毛
- Chen Zhen Wei (陳振偉)
- Chen Xiang Ling (陳香伶): Pei Cen 沛岑
- Huang Tai An (episodio 2)
- Zhang Bo Han (章柏翰): Xia Ya's cousin
- Ma Shi Li (馬世莉): Cai Jie 蔡姊
- Adriene Lin: Ah Yue 阿悅姊

## Curiosità
- La serie è basata sullo shōjo manga giapponese Nice Summer (ぴー夏がいっぱい), di Yachi Emiko (谷地惠美子).
- Uno speciale per il Capodanno cinese è stato messo in onda il 17 febbraio 2007, per promuovere la serie. Tale speciale includeva una competizione con tema di capodanno tra il cast di Hua Yang Shao Nian Shao Nu e il cast di Summer x Summer.